# Euxoa confluens
Euxoa confluens là một loài bướm đêm trong họ Noctuidae.